# Edizioni di Gran varietà
Questa lista raggruppa la composizione delle 42 edizioni della trasmissione radiofonica Gran varietà, andata in onda dal 1966 al 1979, con gli autori, il regista, il conduttore e gli ospiti fissi in ordine alfabetico, come risultano dai fascicoli del Radiocorriere TV.
È da rilevare che la rivista riportava soltanto questi dati; sul periodico infatti non erano indicati gli attori, i cantanti e i musicisti che partecipavano a una sola oppure a poche puntate della serie. Per ogni edizione sono indicati il numero di puntate trasmesse, il periodo di trasmissione e il numero di puntate complessive andate in onda fino a quel momento. Inoltre, quando note, sono indicate le sigle di apertura, di raccordo tra prima e seconda parte (per le prime 37 edizioni), e quella di chiusura; i personaggi e le rubriche che caratterizzarono le singole serie e altre notizie di particolare rilievo.

## Edizioni trimestrali

### 1ª edizione
- Puntate: 13 (complessive: 1–13).
- Periodo di trasmissione: dal 3 luglio al 25 settembre 1966.

- Autori: Antonio Amurri, Maurizio Jurgens.
- Regista: Federico Sanguigni.
- Conduttore: Johnny Dorelli.
- Ospiti fissi: Walter Chiari, Alberto Lupo, Mina, Rina Morelli, Paolo Panelli[N 1].
- Partecipano inoltre: Vittorio Gassman, Carlo Campanini, Emy Eco, Gianni Agus.

- Sigla di raccordo: Solo più che mai, cantata da Johnny Dorelli.
- Sigla di chiusura: Sono come tu mi vuoi, cantata da Mina.

- Personaggi e rubriche: Sempre Tua (Morelli), l'attore e lo spettatore (Panelli). Walter Chiari si esibisce nei suoi monologhi, Alberto Lupo recita poesie mentre Mina condivide lo spazio musicale con Johnny Dorelli dissertando su argomenti di attualità del periodo.

In origine la sigla di chiusura doveva essere Se telefonando, che ebbe problemi di censura e fu sostituita da Sono come tu mi vuoi. La canzone originaria, nella versione censurata, divenne in seguito la sigla del programma televisivo Aria condizionata. Fu Maurizio Costanzo, autore del brano, a rivelare l'antefatto nel 2006, in occasione del 40º anniversario del brano e della trasmissione radiofonica.
La prima edizione si contraddistinse dalla partecipazione in ogni puntata di uno o più ospiti saltuari per recitare uno sketch estemporaneo: nella prima puntata, il 3 luglio 1966, intervenne Vittorio Gassman nella scenetta Il fotoservizio, mentre nell'ottava puntata, il 21 agosto 1966, parteciparono Carlo Campanini, Gianni Agus ed Emi Eco nella scenetta L'avvocato e l'incidente d'auto.

### 2ª edizione
- Puntate: 13 (complessive: 14–26).
- Periodo di trasmissione: dal 2 ottobre al 25 dicembre 1966.

- Autori: Antonio Amurri, Guido Castaldo, Faele (Raffaele Sposito).
- Collabora ai testi: Maurizio Jurgens.
- Regista: Federico Sanguigni.
- Conduttore: Johnny Dorelli.
- Ospiti fissi: Vittorio Gassman, Gina Lollobrigida, Rina Morelli, Rita Pavone, Renato Rascel, Paolo Stoppa[N 2].
- Partecipa inoltre: Emy Eco.

- Sigla di raccordo: Soltanto il sottoscritto, cantata da Johnny Dorelli.
- Sigla di chiusura: Perché due non fa tre, cantata da Rita Pavone.

- Personaggi e rubriche: Eleuterio e Sempre Tua (Stoppa e Morelli). Vittorio Gassman interpreta personaggi del suo repertorio (il pugile suonato, il capo comparse ecc.) introdotti dalla recita di una poesia. Gina Lollobrigida, insieme con Johnny Dorelli, interpretano varie tipologie di coppie sposate. La sigla iniziale è suddivisa in due parti: nella prima si nominano gli autori del programma e il presentatore, Dorelli, che interviene su una "coreografia musicale" nella prima rubrica fissa di quell'edizione, Pensieri del mattino, battute fulminanti su argomenti di attualità del periodo, al termine della quale comincia la seconda parte della sigla dove vengono nominati il direttore d'orchestra e il regista[4]. Altra rubrica fissa fu Piccola posta, curata da Emy Eco con Johnny Dorelli.

### 3ª edizione
- Puntate: 13 (complessive: 27–39).
- Periodo di trasmissione: dal 1º gennaio al 26 marzo 1967.

- Autori: Antonio Amurri, Maurizio Jurgens.
- Regista: Federico Sanguigni.
- Conduttore: Johnny Dorelli.
- Ospiti fissi: Nino Manfredi, Sandra Mondaini, Andreina Pagnani, Elio Pandolfi, Ornella Vanoni, Raimondo Vianello, Monica Vitti[N 3].
- Partecipa inoltre: Isa Di Marzio.

- Sigla di raccordo: La solitudine, cantata da Johnny Dorelli.
- Sigla di chiusura: Ti saluto ragazzo, cantata da Ornella Vanoni.

- Personaggi e rubriche: Cicciolo e Cicciola (Vianello e Mondaini), Toto e Tata (Pandolfi e Di Marzio), il puntualizzatore della lingua italiana (Manfredi). Monica Vitti interpreta varie tipologie di donne contemporanee e recita poesie, ogni tanto coadiuvata da Johnny Dorelli.

### 4ª edizione
- Puntate: 13 (complessive: 40–52).
- Periodo di trasmissione: dal 2 aprile al 25 giugno 1967.

- Autori: Antonio Amurri, Maurizio Jurgens.
- Regista: Federico Sanguigni.
- Conduttore: Johnny Dorelli.
- Ospiti fissi: Gino Bramieri, Don Lurio, Miranda Martino, Enrico Maria Salerno, Ugo Tognazzi, Armando Trovajoli, Valeria Valeri[N 4].
- Partecipa inoltre: Lelio Luttazzi.

- Sigla di raccordo: L'orgoglioso, cantata da Johnny Dorelli.
- Sigla di chiusura: Uno di voi, cantata da Miranda Martino.

- Personaggi e rubriche: Filippo e Giovanna, gli angeli custodi (Salerno e Valeri), Ugo e la sua coscienza (Tognazzi), il raccontatore di barzellette (Bramieri). Lo spazio musicale è affidato a Lelio Luttazzi, Armando Trovajoli e Don Lurio, mentre Miranda Martino recita gli sketch con Johnny Dorelli.

### 5ª edizione
- Puntate: 13 (complessive: 53–65).
- Periodo di trasmissione: dal 2 luglio al 24 settembre 1967.

- Autori: Antonio Amurri, Maurizio Jurgens.
- Regista: Federico Sanguigni.
- Conduttore: Raimondo Vianello.
- Ospiti fissi: Gigliola Cinquetti, Aldo Fabrizi, Rina Morelli, Alighiero Noschese, Rocky Roberts, Paolo Stoppa, Bice Valori[N 5].
- Partecipa inoltre: Franco Latini.

- Sigla di raccordo: Lasciami stare, cantata da Rocky Roberts.
- Sigla di chiusura: Piccola città, cantata da Gigliola Cinquetti.

- Personaggi e rubriche: Eleuterio e Sempre Tua (Stoppa e Morelli), Aldo e le sue idee (Fabrizi), Cesira la portinaia e suo marito (Valori e Latini), Storie di vita vissuta (Vianello).

### 6ª edizione
- Puntate: 13 (complessive: 66–78).
- Periodo di trasmissione: dal 1º ottobre al 24 dicembre 1967.

- Autori: Antonio Amurri e Maurizio Jurgens.
- Regista: Federico Sanguigni.
- Conduttore: Raimondo Vianello.
- Ospiti fissi: Caterina Caselli, Carlo Dapporto, Margaret Lee, Renato Rascel, Delia Scala, Franca Valeri[N 6].
- Partecipa inoltre: Gianni Agus.

- Sigla di raccordo: Sapessi com'è facile, cantata da Renato Rascel.
- Sigla di chiusura: Il giorno, cantata da Caterina Caselli.

- Personaggi e rubriche: Il cameraman genovese e il regista (Dapporto e Agus), Ciccino e Ciccina (Rascel e Scala), Storie di vita vissuta (Vianello). Franca Valeri interpreta varie tipologie di donne contemporanee.[5]

### 7ª edizione
- Puntate: 14 (complessive: 79–92).
- Periodo di trasmissione: dal 31 dicembre 1967 al 31 marzo 1968.

- Autori: Antonio Amurri e Maurizio Jurgens.
- Regista: Federico Sanguigni.
- Conduttore: Raimondo Vianello.
- Ospiti fissi: Lilla Brignone, Peppino De Filippo, Luigi De Filippo, Alice ed Ellen Kessler, Fausto Leali, Paolo Panelli, Rosanna Schiaffino[N 7].
- Partecipano inoltre: Renato Izzo, Renato Turi.

- Sigla di raccordo: Viola, violino e viola d'amore, cantata da Alice ed Ellen Kessler.
- Sigla di chiusura: Non importa se, cantata da Fausto Leali.

- Personaggi e rubriche: Alvaro il tassinaro (Panelli e Izzo). Peppino e Luigi De Filippo interpretano padre e figlio alle prese con i conflitti generazionali. Lilla Brignone e Renato Turi recitano il loro sketch in coppia.

Nella puntata del 24 marzo 1968 avvenne la prima messa in onda radiofonica italiana di un brano dei Pink Floyd, probabilmente See Emily Play, qualche settimana prima dei quattro concerti che il gruppo tenne al Piper Club di Roma ad aprile.

### 8ª edizione
- Puntate: 13 (complessive: 93–105).
- Periodo di trasmissione: dal 7 aprile al 30 giugno 1968.

- Autori: Antonio Amurri e Maurizio Jurgens.
- Regista: Federico Sanguigni.
- Conduttore: Raimondo Vianello.
- Ospiti fissi: Gino Bramieri, l'Equipe 84, Rossella Falk, Carlo Giuffré, Alberto Lupo, Gianni Morandi, Rosanna Schiaffino[N 8].

- Sigla di raccordo: Un anno, cantata dall'Équipe 84.
- Sigla di chiusura: Chimera, cantata da Gianni Morandi.

- Personaggi e rubriche: la consigliera delle donne e suo marito (Falk e Giuffré), Gag in rima (Lupo). In questa edizione, per la prima volta, il complesso 4+4 di Nora Orlandi non esegue la sigla iniziale: tale compito viene affidato all'Équipe 84. I 4+4 intervengono anche nella centesima puntata, il 26 maggio 1968, con uno stacchetto creato appositamente per Marcello Mastroianni (nell'unica sua partecipazione al programma) che è l'ospite d'onore di quella storica trasmissione, recitando lo sketch Marcello il pigro con Raimondo Vianello a fargli da spalla.

### 9ª edizione
- Puntate: 13 (complessive: 106–118).
- Periodo di trasmissione: dal 7 luglio al 29 settembre 1968.

- Autori: Antonio Amurri e Maurizio Jurgens.
- Regista: Federico Sanguigni.
- Conduttore: Johnny Dorelli.
- Ospiti fissi: Nino Manfredi, Sandra Milo, Anna Moffo, Enrico Maria Salerno, Valeria Valeri, Paolo Villaggio[N 9].
- Partecipano inoltre: Sandra Mondaini, Alberto Lupo.

- Sigla di raccordo: Vivo d'amore per te, cantata da Johnny Dorelli.

- Personaggi e rubriche: Filippo e Giovanna, gli angeli custodi (Salerno e Valeri), il puntualizzatore della lingua italiana (Manfredi), Ugo Fantozzi (Villaggio).

### 10ª edizione
- Puntate: 13 (complessive: 119–131).
- Periodo di trasmissione: dal 6 ottobre al 29 dicembre 1968.

- Autori: Antonio Amurri e Maurizio Jurgens.
- Regista: Federico Sanguigni.
- Conduttore: Johnny Dorelli.
- Ospiti fissi: Gino Cervi, Nino Manfredi, Alighiero Noschese, Patty Pravo, Delia Scala, Little Tony[N 10].

- Sigla di raccordo: Un uomo inutile, cantata da Johnny Dorelli.
- Sigle di chiusura: In tre secondi, cantata da Little Tony (ottobre e prima metà di novembre), Lasciatemi amare chi voglio, cantata da Patty Pravo (seconda metà di novembre e dicembre).

- Personaggi e rubriche: Cyrano de Bergerac (Cervi), il contestatore (Manfredi). Little Tony partecipò come cantante ospite tra ottobre e la prima metà di novembre, Patty Pravo tra la seconda metà di novembre e dicembre.

### 11ª edizione
- Puntate: 12 (complessive: 132–143).
- Periodo di trasmissione: dal 5 gennaio al 23 marzo 1969.

- Autori: Antonio Amurri e Maurizio Jurgens.
- Regista: Federico Sanguigni.
- Conduttore: Johnny Dorelli.
- Ospiti fissi: Gino Cervi, Milva, Alberto Sordi, Catherine Spaak, Franca Valeri[N 11].
- Partecipano inoltre: Gianni Agus, Wanda Tettoni.

- Sigla di raccordo: La neve, cantata da Johnny Dorelli.
- Sigla di chiusura: Amore tenero, cantata da Milva.

- Personaggi e rubriche: Mario Pio (Sordi e Agus), il Conte Claro (Sordi e Tettoni), Cyrano de Bergerac (Cervi). Sordi presentò entrambi i personaggi in questo ciclo di trasmissioni (Mario Pio tra il 5 gennaio e il 9 febbraio 1969, il conte Claro tra il 16 febbraio e il 23 marzo 1969 per sei sketch ciascuno) verosimilmente a causa dei suoi molteplici impegni cinematografici.

### 12ª edizione
- Puntate: 14 (complessive: 144–157).
- Periodo di trasmissione: dal 30 marzo al 29 giugno 1969.

- Autori: Antonio Amurri e Maurizio Jurgens.
- Regista: Federico Sanguigni.
- Conduttore: Johnny Dorelli.
- Ospiti fissi: Adriano Celentano, Ira von Fürstenberg, Aldo Giuffré, Carlo Giuffré, Renato Rascel, Paolo Stoppa, Iva Zanicchi[N 12].

- Sigla di raccordo: Prima di te, dopo di te, cantata da Johnny Dorelli.
- Sigle di chiusura: Tienimi con te, cantata da Iva Zanicchi (dalla 1ª alla 7ª puntata), Storia d'amore, cantata da Adriano Celentano (dall'8ª alla 14ª puntata).

- Personaggi e rubriche: L'arrabbiatissimo (Stoppa), i due gagà (Aldo e Carlo Giuffré), Renatino il contestatore (Rascel). Iva Zanicchi è la cantante ospite da aprile alla prima metà di maggio, Adriano Celentano dalla seconda metà di maggio a giugno. Nella puntata del 15 giugno è ospite Yves Montand, che presenta i film Z - L'orgia del potere e L'amica delle 5 ½ e canta la canzone Les feuilles mortes[7].

### 13ª edizione
- Puntate: 13 (complessive: 158–170).
- Periodo di trasmissione: dal 6 luglio al 28 settembre 1969.

- Autori: Antonio Amurri e Maurizio Jurgens.
- Regista: Federico Sanguigni.
- Conduttore: Johnny Dorelli.
- Ospiti fissi: Carlo Dapporto, Virna Lisi, Giuliana Lojodice, Renato Rascel, Aroldo Tieri, Sylvie Vartan[N 13].

- Sigla di raccordo: Il gioco dell'amore, cantata da Johnny Dorelli.
- Sigla di chiusura: Festa negli occhi festa nel cuore, cantata da Sylvie Vartan.

- Personaggi e rubriche: Leonida ed Esmeralda (Tieri e Lojodice), Agostino (Dapporto), Renatino il contestatore (Rascel), Cicetta e Cicetto, i villeggianti (Lisi).

### 14ª edizione
- Puntate: 13 (complessive: 171–183).
- Periodo di trasmissione: dal 5 ottobre 1969 all'11 gennaio 1970.

- Autori: Antonio Amurri e Maurizio Jurgens.
- Regista: Silvio Gigli.
- Conduttore: Walter Chiari.
- Ospiti fissi: Orietta Berti, Alida Chelli, Peppino De Filippo, Gina Lollobrigida, Gianni Morandi, Lina Volonghi[N 14].

- Sigla di raccordo: Che t'importa se sei stonato, cantata da Orietta Berti.
- Sigla di chiusura: Belinda, cantata da Gianni Morandi.

- Personaggi e rubriche: Amalia Filippetti (Lollobrigida), Pappagone (De Filippo), introdotto dal Coro di Voci Bianche diretto da Renata Cortiglioni.

Unica edizione del programma diretta da Silvio Gigli. Chiari sostituì Dorelli come presentatore in quanto quest'ultimo era impegnato in televisione alla conduzione dell'edizione 1969 di Canzonissima. Inoltre, nella puntata del 19 ottobre 1969 avvenne la prima partecipazione al programma di Lucio Battisti, che presentò il singolo Mi ritorni in mente, uscito cinque giorni prima.
Lo sfasamento nell'edizione trimestrale (che doveva concludersi il 28 dicembre 1969), si verificò in quanto il 2 novembre 1969 (giorno dei defunti), la trasmissione non andò in onda, mentre la puntata del 14 dicembre 1969 non venne anch'essa trasmessa per il lutto nazionale decretato a seguito della strage di piazza Fontana a Milano. Le due puntate non trasmesse vennero mandate in onda nelle domeniche immediatamente successive. Per recuperare, nelle due edizioni seguenti vennero mandate in onda 12 trasmissioni.

### 15ª edizione
- Puntate: 12 (complessive: 184–195).
- Periodo di trasmissione: dal 18 gennaio al 5 aprile 1970.

- Autori: Antonio Amurri e Maurizio Jurgens.
- Regista: Federico Sanguigni.
- Conduttore: Walter Chiari.
- Ospiti fissi: Carlo Campanini, Raffaella Carrà, Nino Ferrer, Sylva Koscina, Alighiero Noschese, Rina Morelli, Paolo Stoppa, Sandie Shaw[N 15].
- Partecipa inoltre: Gianni Agus.

- Sigla di raccordo: Chiamatemi Don Giovanni, cantata da Nino Ferrer.
- Sigla di chiusura: Un battito d'ali, cantata da Sandie Shaw.

- Personaggi e rubriche: Eleuterio e Sempre Tua (Stoppa e Morelli), i fratelli De Rege (Chiari e Campanini). Sylva Koscina e Gianni Agus interpretano coppie di fidanzati o sposati, diverse di volta in volta, alle prese con il cambiamento repentino dei costumi.

### 16ª edizione
- Puntate: 12 (complessive: 196–207).
- Periodo di trasmissione: dal 12 aprile al 28 giugno 1970.

- Autori: Antonio Amurri e Maurizio Jurgens.
- Regista: Federico Sanguigni.
- Conduttore: Raimondo Vianello.
- Ospiti fissi: Al Bano, Antoine, Lando Buzzanca, Carlo Campanini, Walter Chiari, Sylva Koscina, Ubaldo Lay, Sandra Mondaini, Romina Power, Delia Scala[N 16].

- Sigla di raccordo: La canzonaccia, cantata da Antoine.
- Sigla di chiusura: Storia di due innamorati, cantata da Al Bano e Romina Power.

- Personaggi e rubriche: Signore e signora, marito e moglie, altezzosi industriali inglesi (Buzzanca e Scala), Stanlio e Ollio (Chiari e Campanini, per le prime sei puntate), il Tenente Sheridan (Lay). Sandra Mondaini è qui nelle vesti di cantante nella rubrica Canzoni di vita vissuta, mentre Sylva Koscina interpreta personaggi di donne emancipate.

Lo sketch di Chiari e Campanini venne interrotto dopo la sesta puntata della serie, in seguito all'arresto di Walter Chiari, avvenuto il 20 maggio del 1970. Venne sostituito da Romina Power che recitava alcune poesie, coadiuvata nel canto da Al Bano, già presenti nelle puntate precedenti con lo spazio musicale e la sigla di chiusura.

### 17ª edizione
- Puntate: 13 (complessive: 208–220).
- Periodo di trasmissione: dal 5 luglio al 27 settembre 1970.

- Autori: Antonio Amurri e Maurizio Jurgens.
- Regista: Federico Sanguigni.
- Conduttore: Raimondo Vianello.
- Ospiti fissi: Senta Berger, Lando Buzzanca, Adriano Celentano, Giuliana Lojodice, Mal, Sandra Mondaini, Claudia Mori, Aroldo Tieri[N 17].

- Sigla di raccordo: Treno che corri, cantata da Mal.
- Sigla di chiusura: Due nemici innamorati, cantata da Adriano Celentano e Claudia Mori.

- Personaggi e rubriche: Leonida ed Esmeralda (Tieri e Lojodice), la bambina pestifera (Mondaini e Vianello), Giovanni il buzzurro (Buzzanca).

Originariamente era prevista la partecipazione di Walter Chiari, poi sostituito da Buzzanca. Chiari tornerà ospite fisso della trasmissione il 5 novembre 1972, nella 26ª edizione, per poi condurla nuovamente in due edizioni nel 1974 e nel 1975.

### 18ª edizione
- Puntate: 13 (complessive: 221–233).
- Periodo di trasmissione: dal 4 ottobre al 27 dicembre 1970.

- Autori: Antonio Amurri e Maurizio Jurgens.
- Collabora ai testi: Raimondo Vianello (con lo pseudonimo di Viani).
- Regista: Federico Sanguigni.
- Conduttore: Raimondo Vianello.
- Ospiti fissi: Maria Grazia Buccella, Sandra Mondaini, Elio Pandolfi, Massimo Ranieri, Enrico Maria Salerno, Ugo Tognazzi, Valeria Valeri, Bice Valori, Ornella Vanoni[N 18].

- Sigla di raccordo: Io non avrò, cantata da Massimo Ranieri.
- Sigla di chiusura: L'appuntamento, cantata da Ornella Vanoni.

- Personaggi e rubriche: il Capo Divisione Programmi della Radiotelevisione e l'aspirante autore (Vianello e Tognazzi). Maria Grazia Buccella interpreta se stessa, famosa attrice e ammiratrice di uomini che svolgono normali mestieri (fornaio, vigile, postino, archivista al catasto, ecc.) dei quali, una volta conosciuti, al termine degli sketch ha in dono una loro fotografia che mette da parte per ricordo.

### 19ª edizione
- Puntate: 13 (complessive: 234–246).
- Periodo di trasmissione: dal 3 gennaio al 28 marzo 1971.

- Autori: Antonio Amurri e Maurizio Jurgens.
- Regista: Federico Sanguigni.
- Conduttore: Raimondo Vianello.
- Ospiti fissi: Vittorio Congia, Domenico Modugno, Sandra Mondaini, Francesco Mulè, Monica Vitti, Iva Zanicchi[N 19].
- Partecipa inoltre: Silvio Spaccesi.

- Sigla di raccordo: La gabbia, cantata da Domenico Modugno.
- Sigla di chiusura: Il bimbo e la gazzella, cantata da Iva Zanicchi.

- Personaggi e rubriche: Don Chisciotte e Sancio Addome (Modugno e Spaccesi), Rosalia e Leopoldo (Vitti e Vianello). Francesco Mulè e Vittorio Congia recitavano il loro sketch in coppia. Prima apparizione del personaggio di Rosalia, interpretato da Monica Vitti, che qui è la moglie di Leopoldo (Vianello), alle prese con vicissitudini casalinghe[9].

### 20ª edizione
- Puntate: 13 (complessive: 247–259).
- Periodo di trasmissione: dal 4 aprile al 27 giugno 1971.

- Autori: Antonio Amurri e Dino Verde.
- Regista: Federico Sanguigni.
- Conduttore: Raimondo Vianello.
- Ospiti fissi: Charles Aznavour, Florinda Bolkan, il Quartetto Cetra, Franco Franchi, Ciccio Ingrassia, Sandra Mondaini, Paolo Panelli[N 20].

- Sigla di raccordo: Chissà come farà (ovvero: lui conosce la musica), cantata dal Quartetto Cetra.
- Sigla di chiusura: Ed io tra di voi, cantata da Charles Aznavour.

Il Quartetto Cetra recita in rivisitazioni condensate di commedie musicali e opere liriche (ad esempio la Manon Lescaut). Prima edizione in cui Dino Verde è l'autore dei testi e l'ultima condotta da Raimondo Vianello.

### 21ª edizione
- Puntate: 13 (complessive: 260–272).
- Periodo di trasmissione: dal 4 luglio al 26 settembre 1971.

- Autori: Antonio Amurri e Dino Verde.
- Regista: Federico Sanguigni.
- Conduttore: Johnny Dorelli.
- Ospiti fissi: Alberto Lupo, Minnie Minoprio, Alighiero Noschese, Patty Pravo, Monica Vitti[N 21].

- Sigla di raccordo: Love story, cantata da Johnny Dorelli.
- Sigla di chiusura: Love Story, cantata da Patty Pravo.

Alighiero Noschese fa imitazioni di personaggi famosi sui quali Alberto Lupo declama poesie in rima descrivendo ironicamente le loro caratteristiche e le loro carriere. Nella storia della trasmissione questa è l'unica edizione dove come sigle si eseguono due versioni dello stesso brano: Johnny Dorelli e Patty Pravo lo cantarono insieme anche in una puntata del programma televisivo Senza rete.

### 22ª edizione
- Puntate: 13 (complessive: 273–285).
- Periodo di trasmissione: dal 3 ottobre al 26 dicembre 1971.

- Autori: Antonio Amurri e Dino Verde.
- Regista: Federico Sanguigni.
- Conduttore: Johnny Dorelli.
- Ospiti fissi: Orietta Berti, Isabella Biagini, Lando Buzzanca, Amedeo Nazzari, Giovanna Ralli, Mino Reitano[N 22].
- Partecipa inoltre: Enrico Simonetti.

- Sigla di raccordo: E penso a te, cantata da Johnny Dorelli.
- Sigle di chiusura: Apri le tue braccia e abbraccia il mondo, cantata da Mino Reitano (ottobre e prima metà di novembre), Ritorna amore, cantata da Orietta Berti (seconda metà di novembre e dicembre).

- Personaggi e rubriche: Amedeus ex machina (Nazzari), Buzzanco, il playboy (Buzzanca). Isabella Biagini, accompagnata da Enrico Simonetti, si esibisce in imitazioni di cantanti nelle parodie di famose canzoni e, talvolta, in sketch comici. Mino Reitano partecipò come cantante ospite tra ottobre e la prima metà di novembre, Orietta Berti dalla seconda metà di novembre fino a dicembre. A partire da questa edizione la sigla di raccordo viene ripetuta in forma abbreviata anche all'inizio della seconda parte: in precedenza veniva eseguita soltanto alla fine della prima parte.

### 23ª edizione
- Puntate: 13 (complessive: 286–298).
- Periodo di trasmissione: dal 2 gennaio al 26 marzo 1972.

- Autori: Antonio Amurri e Dino Verde.
- Regista: Federico Sanguigni.
- Conduttore: Johnny Dorelli.
- Ospiti fissi: Lando Buzzanca, Adriano Celentano, Paolo Panelli, Rosanna Schiaffino, Gianrico Tedeschi[N 23].
- Partecipa inoltre: Renato Izzo.

- Sigla di raccordo: Mamy Blue, cantata da Johnny Dorelli.
- Sigla di chiusura: Un albero di trenta piani, cantata da Adriano Celentano.

- Personaggi e rubriche: Buzzanco, il playboy (Buzzanca), Menelao Strarompi (Panelli e Izzo).

### 24ª edizione
- Puntate: 13 (complessive: 299–311).
- Periodo di trasmissione: dal 2 aprile al 25 giugno 1972.

- Autori: Antonio Amurri e Dino Verde.
- Collabora ai testi: Ferruccio Fantone.
- Regista: Federico Sanguigni.
- Conduttore: Johnny Dorelli.
- Ospiti fissi: Arnoldo Foà, Vittorio Gassman, Milva, Enrico Montesano, Monica Vitti[N 24].

- Sigla di raccordo: Per chi, cantata da Johnny Dorelli.
- Sigla di chiusura: Mediterraneo, cantata da Milva.

- Personaggi e rubriche: Rosalia e Leopoldo (Vitti e Dorelli), Torquato il pensionato (Montesano). Seconda apparizione del personaggio di Rosalia, interpretato da Monica Vitti, che è qui sempre la moglie di Leopoldo (Dorelli), alle prese con vicissitudini casalinghe e inoltre adocchiata da alcuni spasimanti[10][11].

## Edizioni quadrimestrali

### 25ª edizione
- Puntate: 18 (complessive: 312–329).
- Periodo di trasmissione: dal 2 luglio al 29 ottobre 1972.

- Autori: Antonio Amurri e Dino Verde.
- Regista: Federico Sanguigni.
- Conduttore: Johnny Dorelli.
- Ospiti fissi: Raffaella Carrà, Caterina Caselli, Gino Cervi, Franco Franchi, Ciccio Ingrassia, Virna Lisi, Iva Zanicchi[N 25].
- Partecipano inoltre Carla Comaschi, Franco Pucci.

- Sigla di apertura: Luglio agosto e settembre, cantata dai Ricchi e Poveri, rimasta inedita su disco[12].
- Sigla di raccordo: Il Padrino (Parla più piano), cantata da Johnny Dorelli.
- Sigle di chiusura: Dall'amore in poi, cantata da Iva Zanicchi (luglio e agosto), Che strano amore, cantata da Caterina Caselli (settembre e ottobre).

- Personaggi e rubriche: il naufrago dell'Asiago 10 (Cervi), i due suonatori ambulanti (Franchi e Ingrassia, nei primi tre mesi), l'accalappiacani semplice e il professore (Franchi e Ingrassia, nel mese di ottobre). Virna Lisi ha gli sketch in coppia con Johnny Dorelli, il quale inoltre conduce la rubrica Vecchi amici, dedicata a celebri cantanti del passato che intervengono in trasmissione (tra i quali Nilla Pizzi, Wilma De Angelis, Betty Curtis, Fausto Cigliano, Nicola Arigliano e Giovanni D'Anzi) e condivide lo spazio musicale con Raffaella Carrà.

Iva Zanicchi (che presentava alcuni brani dell'album Dall'amore in poi), è presente come cantante ospite nei mesi di luglio e agosto, Caterina Caselli (che presentava alcuni brani dell'album omonimo) nei mesi di settembre e ottobre.

### 26ª edizione
- Puntate: 18 (complessive: 330–347).
- Periodo di trasmissione: dal 5 novembre 1972 al 4 marzo 1973.

- Autori: Antonio Amurri e Dino Verde.
- Regista: Federico Sanguigni.
- Conduttrice: Raffaella Carrà.
- Ospiti fissi: Adriano Celentano, Walter Chiari, Cochi e Renato, Gianni Morandi, Massimo Ranieri, Gianrico Tedeschi, Sylvie Vartan, Monica Vitti[N 26].
- Partecipano inoltre Carlo Campanini, Renato Mori, Dario Penne, Franco Pucci.

- Sigla di apertura e di raccordo: T'ammazzerei, cantata da Raffaella Carrà.
- Sigla di chiusura: Prisencolinensinainciusol, cantata da Adriano Celentano.

- Personaggi e rubriche: Conversevole della Domenica (Tedeschi), Rosalia la portinaia (Vitti). Walter Chiari, introdotto dal Coro di Voci Bianche diretto da Renata Cortiglioni, recita i suoi monologhi e in seguito riprende con Carlo Campanini i personaggi dei fratelli De Rege. Terza e ultima apparizione del personaggio di Rosalia (Vitti), che qui è la portinaia di uno stabile in compagnia del gatto Lulù (il miagolio è ottenuto con effetti elettronici) e il cane Leopoldo, sempre alle prese con diversi spasimanti.

Sylvie Vartan è presente come cantante ospite nei mesi di novembre e dicembre, Gianni Morandi e Massimo Ranieri nei mesi di gennaio e febbraio. Morandi e Ranieri, oltre allo spazio musicale, recitano alcune scenette con Raffaella Carrà e Franco Pucci come voce narrante.

### 27ª edizione
- Puntate: 16 (complessive: 348–363).
- Periodo di trasmissione: dall'11 marzo al 24 giugno 1973.

- Autori: Antonio Amurri e Dino Verde.
- Regista: Federico Sanguigni.
- Conduttore: Johnny Dorelli.
- Ospiti fissi: Marcella Bella, Isabella Biagini, Lando Buzzanca, Alighiero Noschese, Luigi Proietti, Catherine Spaak[N 27].
- Partecipano inoltre: Antonio Guidi, Enzo Liberti, Carla Comaschi, Giovanna Mainardi, Gioietta Gentile, Ombretta De Carlo.
- Complesso musicale diretto da Gino Bettoni (per gli sketch della Biagini e di Noschese).

- Sigla di raccordo: Una serata insieme a te, cantata da Johnny Dorelli e Catherine Spaak.
- Sigla di chiusura: Io domani, cantata da Marcella Bella.

- Personaggi e rubriche: Avogadro il ladro (Proietti), Don Vito Corabbacchio (Noschese), Melissa e "Io" (Spaak e Dorelli), Filumeno, il pecoraro dell'Apiro (Buzzanca). Isabella Biagini interpreta varie tipologie di donne, storiche e contemporanee, richieste di volta in volta dal pretendente di turno, interpretato da Antonio Guidi.

La sigla di apertura è eseguita con l'ausilio del Moog. Inizialmente era prevista la partecipazione del compositore Armando Trovajoli, il quale all'ultimo istante diede forfait e al suo posto venne invitata Marcella Bella, che rimase come cantante ospite per l'intera serie.

### 28ª edizione
- Puntate: 18 (complessive: 364–381).
- Periodo di trasmissione: dal 1º luglio al 28 ottobre 1973.

- Autori: Antonio Amurri e Dino Verde.
- Collabora ai testi: Ferruccio Fantone.
- Regista: Federico Sanguigni.
- Conduttore: Johnny Dorelli.
- Ospiti fissi: Loretta Goggi, Alberto Lupo, Enrico Montesano, Paola Pitagora, Catherine Spaak, Ugo Tognazzi, Ornella Vanoni[N 28].

- Sigla di raccordo: Proviamo a innamorarci, cantata da Johnny Dorelli e Catherine Spaak.
- Sigla di chiusura: Pazza d'amore, cantata da Ornella Vanoni.

- Personaggi e rubriche: Dudù il gagà e Cocò (Montesano), il professionista e la segretaria o la manicure fanatica degli oroscopi[15] (Lupo e Pitagora), le ricette di cucina e l'attualità (Tognazzi).

Originariamente la sigla di chiusura doveva essere il lato B del 45 giri di Ornella Vanoni, Dettagli, ma poi i dirigenti Rai scelsero il lato A. Nella prima puntata della serie, Tognazzi, in quel momento impegnato a Parigi nelle riprese del film Non toccare la donna bianca, presenta con Dino Verde gli argomenti dei suoi sketch

### 29ª edizione
- Puntate: 18 (complessive: 382–399).
- Periodo di trasmissione: dal 4 novembre 1973 al 3 marzo 1974.

- Autori: Antonio Amurri, Maurizio Jurgens e Dino Verde.
- Regista: Federico Sanguigni.
- Conduttore: Johnny Dorelli.
- Ospiti fissi: Raffaella Carrà, Rina Morelli, Paolo Stoppa, Ugo Tognazzi, Paolo Villaggio, Monica Vitti, Iva Zanicchi[N 29].
- Partecipano inoltre Pietro De Vico, Mario Frera, Gilberto Mazzi.

- Sigla di raccordo: L'amore è una gran cosa, cantata da Johnny Dorelli.
- Sigla di chiusura: Chi mi manca è lui, cantata da Iva Zanicchi.

- Personaggi e rubriche: l'Estetisto o Visagisto con Giandomenico Fracchia (Villaggio), Eleuterio e Sempre Tua (Stoppa e Morelli), Marion Glacé (Vitti). Rubriche: Tre Ugo Tre Ugo, parodia di Chiamate Roma 3131 (Tognazzi), dove riceveva finte telefonate di ascoltatori e proponeva ricette di cucina. Johnny Dorelli e Iva Zanicchi interpretano uomini e donne impegnati nelle affannose domeniche festive nel periodo di austerity contrapposti ai tranquilli lunedì lavorativi.
- Fantasie musicali: Raffaella Carrà con Johnny Dorelli rivisitano celebri musical statunitensi (Hello, Dolly!, Guys and Dolls ecc.) o fiabe per bambini.

La sigla di apertura e le presentazioni di attori e cantanti sono eseguiti con il vocoder. L'ospite musicale saltuario è presentato a inizio di puntata. In questa edizione Raffaella Carrà presentava i brani tratti dall'album Scatola a sorpresa, mentre Iva Zanicchi presentava i brani dell'album Le giornate dell'amore.

### 30ª edizione
- Puntate: 18 (complessive: 400–417).
- Periodo di trasmissione: dal 10 marzo al 7 luglio 1974.

- Autori: Antonio Amurri, Maurizio Jurgens e Dino Verde.
- Regista: Federico Sanguigni.
- Conduttore: Lando Buzzanca.
- Ospiti fissi: Fred Bongusto, Peppino Di Capri, Vittorio Gassman, Gilda Giuliani, Mia Martini, Bruno Martino, Sandra Milo, Patty Pravo, Ugo Tognazzi[N 30].
- Partecipa inoltre: Angelo Nicotra.

- Sigla di apertura: Raccontami di te, cantata da Bruno Martino.
- Sigle di raccordo: Perdonami amore, cantata da Fred Bongusto (marzo-aprile), Domani, cantata da Peppino Di Capri (maggio-giugno).
- Sigle di chiusura: Amore, amore immenso, cantata da Gilda Giuliani (marzo-aprile), La valigia blu, cantata da Patty Pravo (maggio), Luna bianca, cantata da Mia Martini (giugno). Quest'ultima è l'unica sigla, nella storia della trasmissione, a non essere stata pubblicata su 45 giri.

- Personaggi e rubriche: Il Sociologo e Tipologo di vaglia (Gassman)[18], Sandrocchia e Antonio (Milo e Nicotra)[19], il latin lover, nella rubrica Ricordi d'amore (Buzzanca)[20], Tre Ugo Tre Ugo (Tognazzi) dove continua a ricevere finte telefonate di ascoltatori ma non propone le ricette di cucina[21].

Gli stacchetti musicali sono eseguiti con il distorsore wah wah applicato all'orchestra. Gilda Giuliani è la cantante ospite nei mesi di marzo e aprile, Patty Pravo nel mese di maggio e Mia Martini nel mese di giugno. Le loro presentazioni, nonché quella di Sandra Milo, sono eseguite in alternanza da Bruno Martino (con una rivisitazione di E la chiamano estate) e Peppino Di Capri (con una rivisitazione di Nun è peccato). Buzzanca le intervista rifacendo il verso ai personaggi presentati nella trasmissione: per Gilda Giuliani (che presentava i brani dell'album Oggi un anno) è il buzzurro, per Patty Pravo (che presentava alcuni brani dell'album Mai una signora) è il Buzzanco e per Mia Martini (che presentava alcuni brani dell'album È proprio come vivere) è il pecoraro dell'Apiro. Lo spazio musicale del ciclo è affidato a Bruno Martino con Fred Bongusto e Peppino Di Capri.

### 31ª edizione
- Puntate: 16 (complessive: 418–433).
- Periodo di trasmissione: dal 14 luglio al 27 ottobre 1974.

- Autori: Antonio Amurri, Maurizio Jurgens e Dino Verde.
- Collabora ai testi: Ferruccio Fantone.
- Regista: Federico Sanguigni.
- Conduttore: Walter Chiari.
- Ospiti fissi: Vittorio Gassman, Giuliana Lojodice, Mina, Enrico Montesano, Gianni Nazzaro, Gianrico Tedeschi, Aroldo Tieri[N 31].

- Sigla di apertura: Un volo per tutti, brano strumentale di Marcello De Martino.
- Sigla di raccordo: L'amore di un momento, cantata da Gianni Nazzaro.
- Sigla di chiusura: La scala buia, cantata da Mina.

- Personaggi e rubriche: Fernando De Rossi Bianchetti, il centenario (Tedeschi)[22], Leonida ed Esmeralda (Tieri e Lojodice)[23], Dudù il gagà e Cocò (Montesano)[24], Montecristo Superstar (Gassman)[25].
- Fantasie musicali: Mina, introdotta da Gianni Nazzaro in una rivisitazione di Spaghetti a Detroit di Fred Bongusto, interpreta insieme con Walter Chiari una fantasia musicale sotto forma di inchiesta sulle curiosità e le anomalie nella canzone italiana[26].

La sigla di apertura, Un volo per tutti, aveva l'arrangiamento basato sulla melodia del celebre brano Love's Theme, composto da Barry White, che nel 1974 scala le classifiche di vendita. Il brano venne immesso in un disco promozionale fuori commercio della Rai, dedicato alle sigle delle trasmissioni radiofoniche, in occasione del 50º anniversario della prima trasmissione, avvenuto il 6 ottobre del 1974. In una puntata della serie avvenne la prima partecipazione al programma di Lucio Dalla, che presentò il brano Anna Bellanna.

### 32ª edizione
- Puntate: 18 (complessive: 434–451).
- Periodo di trasmissione: dal 3 novembre 1974 al 2 marzo 1975.

- Autori: Antonio Amurri, Maurizio Jurgens e Dino Verde.
- Regista: Federico Sanguigni.
- Conduttore: Johnny Dorelli.
- Ospiti fissi: Gianni Agus, Francesco Mulè, Paolo Panelli, Giovanna Ralli, Catherine Spaak, Ugo Tognazzi, Ornella Vanoni[N 32].

- Sigla di raccordo: Un uomo solitario, cantata da Johnny Dorelli.
- Sigla di chiusura: La voglia di sognare, cantata da Ornella Vanoni.

- Personaggi e rubriche: Menelao Strarompi (Panelli e Agus), Maria e Fernando (Ralli e Mulè), Don Gnazzi (Tognazzi). Catherine Spaak, che interviene all'inizio delle puntate della serie nella rubrica Le ballate, è nei panni di una cantastorie che, coadiuvata da Johnny Dorelli e accompagnandosi con la chitarra, intona strofe ironiche su tematiche di attualità dell'epoca.

I cantanti ospiti saltuari eseguono non più uno ma tre brani alla volta; due canzoni del loro repertorio e un brano nuovo: tale peculiarità si verificherà soltanto in questa edizione della trasmissione. Ornella Vanoni, la cantante ospite fissa, interveniva all'inizio della seconda parte presentando i brani dell'album La voglia di sognare.

### 33ª edizione
- Puntate: 18 (complessive: 452–469).
- Periodo di trasmissione: dal 9 marzo al 6 luglio 1975.

- Autori: Antonio Amurri e Maurizio Jurgens.
- Regista: Federico Sanguigni.
- Conduttore: Johnny Dorelli.
- Ospiti fissi: Carlo Campanini, Walter Chiari, Aldo Fabrizi, Catherine Spaak, Nino Taranto, Romolo Valli, Bice Valori[N 33].

- Sigla di apertura: Un volo per tutti, brano strumentale di Marcello De Martino, con un arrangiamento diverso rispetto al precedente.
- Sigla di raccordo: Aggiungi un posto a tavola, cantata da Johnny Dorelli.
- Sigla di chiusura: Ciao, cantata da Catherine Spaak.

- Personaggi e rubriche: Firmina Calì (Valori e Campanini)[30], i due vicini di casa (Taranto e Fabrizi)[31], il Maleducatore (Valli)[32]. Walter Chiari, nella rubrica Le anomalie, recita monologhi sulle bizzarrie dei comportamenti umani[33]. Johnny Dorelli impersona un uomo che, in base alla lettura dei quotidiani e delle notizie di attualità di vario genere, si sente male e si reca da uno psichiatra per euforizzarsi. Memorabili, nello sketch, gli effetti sonori del ticchettìo della macchina da scrivere e dell'esplosione.

### 34ª edizione
- Puntate: 16 (complessive: 470–485).
- Periodo di trasmissione: dal 13 luglio al 26 ottobre 1975.

- Autori: Antonio Amurri e Maurizio Jurgens.
- Regista: Federico Sanguigni.
- Conduttore: Walter Chiari.
- Ospiti fissi: Carlo Campanini, Raffaella Carrà, Il Guardiano del Faro, Gigi Proietti, Bice Valori, Paolo Villaggio[N 34].

- Sigla di apertura e di chiusura: Un volo per tutti, brano strumentale di Marcello De Martino.
- Sigla di raccordo: Male, cantata da Raffaella Carrà.

- Personaggi e rubriche: Firmina Calì (Valori e Campanini), il Conquistatore (Proietti), Ugo Fantozzi (Villaggio). Ultima edizione dove Maurizio Jurgens è l'autore dei testi. Al momento della sua scomparsa (il 6 settembre 1975) i dirigenti decisero di mandare ugualmente in onda le otto puntate rimanenti dell'edizione per un omaggio postumo[34]. Il 2 novembre 1975 (giorno dei defunti), il programma non venne trasmesso.

### 35ª edizione
- Puntate: 18 (complessive: 486–503).
- Periodo di trasmissione: dal 9 novembre 1975 al 7 marzo 1976.

- Autori: Antonio Amurri e Dino Verde.
- Collabora ai testi: Bruno Broccoli.
- Regista: Federico Sanguigni.
- Conduttori: Raffaella Carrà e Paolo Villaggio.
- Ospiti fissi: Gianni Agus, Claudio Baglioni, Fred Bongusto, Cochi e Renato, Drupi, Giusi Raspani Dandolo, Ugo Tognazzi.
- Complesso musicale diretto da Irio De Paula[N 35].
- Partecipa inoltre: Paolo Ormi.

- Sigla di raccordo: Tornerai, cantata da Raffaella Carrà.
- Sigla di chiusura: La fortuna ha le mutande rosa, cantata da Cochi e Renato.

- Personaggi e rubriche: Astorre e Aspasia (Agus e Raspani Dandolo), il Professore della Tavola Rotonda, moderatore di dibattiti accesissimi (Tognazzi)[35], Villaggio Quiz (Villaggio), parodia dei giochi a quiz a premi già presentata in precedenza in alcuni programmi televisivi. Nella rubrica Cavalli di battaglia, Paolo Villaggio e Raffaella Carrà, accompagnati da Paolo Ormi al pianoforte (che interviene anche in voce), si esibiscono nelle versioni italiane di canzoni latine (ad esempio, El Cumbanchero di Rafael Hernández Marín). Altra rubrica fissa era Le fiabe, inserita nella seconda parte, dove Cochi e Renato rivisitavano, attualizzandole, in maniera surreale celebri favole e storie per ragazzi (ad esempio Pinocchio).

Claudio Baglioni e Fred Bongusto sono ospiti nei mesi di novembre e dicembre, Drupi nei mesi di gennaio e febbraio. Prima edizione andata in onda dopo la scomparsa di Maurizio Jurgens, è l'unica suddivisa in due parti distinte: il varietà tradizionale tra novembre e dicembre 1975 e l'edizione più sperimentale e cabarettistica della storia del programma nei mesi di gennaio e febbraio 1976.

### 36ª edizione
- Puntate: 16 (complessive: 504–519).
- Periodo di trasmissione: dal 14 marzo al 27 giugno 1976.

- Autori: Antonio Amurri e Dino Verde.
- Collaborano ai testi: Bruno Broccoli e Ferruccio Fantone.
- Regista: Federico Sanguigni.
- Conduttori: Raffaella Carrà e Paolo Villaggio.
- Ospiti fissi: Giuliana Lojodice, Domenico Modugno, Enrico Montesano, Paolo Panelli, Aroldo Tieri[N 36].

- Sigla di raccordo: Forte forte forte, cantata da Raffaella Carrà.
- Sigla di chiusura: Il maestro di violino, cantata da Domenico Modugno.

- Personaggi e rubriche: Il Divino Creaturo (Tieri e Lojodice), Bastianino (Panelli), la romantica donna inglese (Montesano). Raffaella Carrà, insieme con Villaggio e Marcello De Martino (che per la prima volta interviene in voce al microfono) presentano celebri operette.

### 37ª edizione
- Puntate: 18 (complessive: 520–537).
- Periodo di trasmissione: dal 4 luglio al 31 ottobre 1976.

- Autori: Antonio Amurri e Dino Verde.
- Collabora ai testi: Bruno Broccoli.
- Regista: Federico Sanguigni.
- Conduttore: Johnny Dorelli.
- Ospiti fissi: Adriano Celentano, Loretta Goggi, Sandra Mondaini, Mina, Catherine Spaak, Gianrico Tedeschi, Raimondo Vianello, Monica Vitti, Betty Wright[N 37].
- Partecipa inoltre: Carlo Baccarini.

- Sigla di raccordo: Mi sono innamorata di mio marito, cantata da Catherine Spaak.
- Sigla di chiusura: Colpa mia, cantata da Mina.

- Personaggi e rubriche: Suora Monica (Vitti). Nella rubrica Canzoni sceneggiate, Mina si esibisce in un brano del suo repertorio, parodiato ironicamente dal conduttore.

Edizione celebrativa del decennale: in ciascuna delle puntate della serie, interviene un attore che in passato ha preso parte al programma, intervistato da Johnny Dorelli. La sigla di apertura è una fantasia musicale in rima, eseguita dai 4+4 di Nora Orlandi con l'orchestra di Marcello De Martino, sui nomi degli attori delle precedenti edizioni della trasmissione. Loretta Goggi e Betty Wright sono ospiti nei mesi di luglio e agosto, Adriano Celentano e Mina nei mesi di settembre e ottobre.

### 38ª edizione
- Puntate: 18 (complessive: 538–555).
- Periodo di trasmissione: dal 6 novembre 1977 al 5 marzo 1978.

- Autori: Antonio Amurri, Dino Verde e Bruno Broccoli.
- Regista: Federico Sanguigni.
- Conduttore: Johnny Dorelli.
- Ospiti fissi: Gianni Agus, Walter Chiari, Mina, Catherine Spaak, Gianrico Tedeschi, Ugo Tognazzi[N 38].
- Partecipano inoltre Renato Carosone, Bruno Martino, Armando Trovajoli, Irio De Paula, Afonso Vieira, Alessio Urso, Angel Pocho Gatti, Piero Piccioni.

- Sigla di apertura e di chiusura: Che bestia, cantata da Johnny Dorelli.

- Personaggi e rubriche: Ufo Tognazzi, extraterrestre approdato sulla terra per descrivere i comportamenti bizzarri degli umani (Tognazzi)[36].
- Fantasie musicali: Mina e Johnny Dorelli interpretano con Marcello De Martino (che interviene in voce al microfono) e con l'ospite di turno una fantasia musicale a tema.

Prima edizione nella forma di trasmissione riveduta e corretta, meno enfatica e senza le sigle introduttive dei componenti del cast. Non c'è più la divisione in due parti, ed è quindi abolita la sigla di raccordo. Nei saluti finali non è più il conduttore ad annunciare i nomi di attori e cantanti che hanno partecipato, ma intervengono in voce loro stessi. Per questa edizione la trasmissione ricevette nel 1978 il Telegatto.

### 39ª edizione
- Puntate: 16 (complessive: 556–571).
- Periodo di trasmissione: dal 12 marzo al 25 giugno 1978.

- Autori: Antonio Amurri e Dino Verde.
- Collabora ai testi: Ugo Gregoretti.
- Regista: Federico Sanguigni.
- Conduttore: Johnny Dorelli.
- Ospiti fissi: Ugo Gregoretti, Alberto Lupo, Ornella Vanoni, Monica Vitti[N 39].

- Sigla di apertura e di chiusura: Che bestia, cantata da Johnny Dorelli.

- Rubriche: Lettere ad Alberto Lupo, dove l'attore, nell'ultima sua partecipazione alla trasmissione e con voce malferma, risponde a lettere e recita poesie (ad esempio Canzone d'autunno di Federico Garcia Lorca)[37]. Ornella Vanoni presenta i brani degli album Io dentro e Io fuori. Ultima edizione nella quale Antonio Amurri scrive i testi, l'ultima condotta da Johnny Dorelli e l'ultima in cui Federico Sanguigni firma la regia.

### 40ª edizione
- Puntate: 18 (complessive: 572–589).
- Periodo di trasmissione: dal 2 luglio al 29 ottobre 1978.

- Autori: Dino Verde e Bruno Broccoli.
- Collabora ai testi: Gustavo Verde.
- Regista: Umberto Orti.
- Conduttore: Domenico Modugno.
- Ospiti fissi: Antonio Casagrande, Walter Chiari, Franco Franchi, Ubaldo Lay, Angela Luce, Massimo Ranieri[N 40].
- Partecipa inoltre: Ettore Conti.

- Sigla di apertura e di chiusura: Cucciola, cantata da Domenico Modugno.

- Personaggi e rubriche: Il Tenente Sheridan (Lay) nella rubrica Tenente Sheridan, pensaci tu dove le avventure poliziesche del personaggio sono rivisitate in chiave ironica. Antonio Casagrande, Angela Luce e Massimo Ranieri interpretano celebri sceneggiate napoletane. Franco Franchi ed Ettore Conti recitavano in coppia i loro sketch.

### 41ª edizione
- Puntate: 18 (complessive: 590–607).
- Periodo di trasmissione: dal 5 novembre 1978 al 4 marzo 1979.

- Autori: Italo Terzoli ed Enrico Vaime.
- Collaborano ai testi: Dino Verde e Bruno Broccoli.
- Regista: Umberto Orti.
- Conduttore: Gino Bramieri.
- Ospiti fissi: Gianni Agus, Lino Banfi, Raffaella Carrà, Giuliana Lojodice, i Matia Bazar, Walter Maestosi, Gigi Proietti, Aroldo Tieri[N 41].
- Partecipa inoltre: Enzo Liberti.

- Sigla di chiusura: Me vie' da piagne, cantata da Gigi Proietti.

- Personaggi: La Famiglia Teulada (Tieri, Lojodice, Agus), Il Mago della Garbatella (Proietti).

### 42ª edizione
- Puntate: 18 (complessive: 608–625).
- Periodo di trasmissione: dall'11 marzo all'8 luglio 1979.

- Autori: Italo Terzoli ed Enrico Vaime.
- Collaborano ai testi: Dino Verde e Bruno Broccoli.
- Regista: Umberto Orti.
- Conduttore: Gino Bramieri.
- Ospiti fissi: Dee D. Jackson, Sandra Mondaini, Enrico Montesano, Francesco Mulè, Valeria Valeri[N 42].

- Sigla di chiusura: Dai, dai, dai, cantata da Gino Bramieri.

- Personaggi e rubriche: Sbirulino (Mondaini), nella rubrica Il Pesciaio, dove intervistava diversi artisti, probabilmente inventati, ed alla fine li prendeva in giro. La sigla di apertura e gli stacchetti musicali sono eseguiti nello stile della disco music.

## Puntate speciali
La puntata n. 100 venne trasmessa il 26 maggio 1968, durante l'8ª edizione, con Raimondo Vianello alla conduzione; la n. 200 andò in onda il 10 maggio 1970, durante la 16ª edizione, sempre condotta da Vianello; quella n. 300 venne trasmessa il 9 aprile 1972, durante la 24ª edizione, l'ultima a cadenza trimestrale, con Johnny Dorelli come conduttore; la n. 400 fu anche la trasmissione inaugurale della 30ª edizione, e andò in onda il 10 marzo 1974, condotta da Lando Buzzanca; quella n. 500 venne trasmessa il 15 febbraio 1976, durante la 35ª edizione, con la conduzione di Raffaella Carrà e Paolo Villaggio; per finire, la n. 600 andò in onda il 14 gennaio 1979, durante la 41ª edizione, con Gino Bramieri come conduttore.

## Edizioni antologiche

### 1ª edizione antologica
- Puntate: 18.
- Periodo di trasmissione: dal 3 luglio al 30 ottobre 1977.
- Titolo: Buona domenica a tutti. Ovvero 10 anni di Gran varietà.

- Autore: Stefano Jurgens.
- Regista: Federico Sanguigni.
- Conduttore: Johnny Dorelli[N 43].

Prima edizione antologica della trasmissione, condotta da Johnny Dorelli negli studi di via Asiago 10, dove venivano riproposti i momenti migliori delle prime 37 edizioni presentati con testi inediti scritti da Stefano Jurgens.

### 2ª edizione antologica
- Puntate: 25.
- Periodo di trasmissione: dal 15 luglio al 30 dicembre 1979.
- Titolo: Buona domenica a tutti. Ovvero 12 anni di Gran varietà.

- Autore: Stefano Jurgens.
- Regista: Umberto Orti.
- Conduttore: Gianni Agus[N 44].

Seconda ed ultima edizione antologica della trasmissione, condotta da Gianni Agus negli studi di via Asiago 10, con la presenza in ogni puntata dei partecipanti più rappresentativi delle edizioni storiche che presentavano i momenti migliori delle 42 edizioni andate in onda.
Nell'ultima puntata dell'antologia, oltre a Vittorio Gassman, Nino Manfredi, Paolo Panelli, Enrico Maria Salerno e Valeria Valeri, intervenne anche il conduttore storico Johnny Dorelli insieme con Raffaella Carrà.

### Esplicative
1. ↑  Fascicoli del Radiocorriere Tv n. 27 del 3/7/1966 (puntata n. 1), n. 28 del 10/7 (n. 2), n. 29 del 17/7 (n. 3), n. 30 del 24/7 (n. 4), n. 31 del 31/7 (n. 5), n. 32 del 7/8 (n. 6), n. 33 del 14/8 (n. 7), n. 34 del 21/8 (n. 8), n. 35 del 28/8 (n. 9), n. 36 del 4/9 (n. 10), n. 37 dell'11/9 (n. 11), n. 38 del 18/9 (n. 12) e n. 39 del 25/9/1966 (n. 13), tutti usciti in edicola.
2. ↑  Fascicoli del Radiocorriere Tv n. 40 del 2/10/1966 (puntata n. 14), n. 41 del 9/10 (n. 15), n. 42 del 16/10 (n. 16), n. 43 del 23/10 (n. 17), n. 44 del 30/10 (n. 18), n. 45 del 6/11 (n. 19), n. 46 del 13/11 (n. 20), n. 47 del 20/11 (n. 21), n. 48 del 27/11 (n. 22), n. 49 del 4/12 (n. 23), n. 50 dell'11/12 (n. 24), n. 51 del 18/12 (n. 25) e n. 52 del 25/12/1966 (n. 26), tutti usciti in edicola.
3. ↑  Fascicoli del Radiocorriere Tv n. 1 del 1/1/1967 (puntata n. 27), n. 2 dell'8/1 (n. 28), n. 3 del 15/1 (n. 29), n. 4 del 22/1 (n. 30), n. 5 del 29/1 (n. 31), n. 6 del 5/2 (n. 32), n. 7 del 12/2 (n. 33), n. 8 del 19/2 (n. 34), n. 9 del 26/2 (n. 35), n. 10 del 5/3 (n. 36), n. 11 dell'12/3 (n. 37), n. 12 del 19/3 (n. 38) e n. 13 del 26/3/1967 (n. 39), tutti usciti in edicola.
4. ↑  Fascicoli del Radiocorriere Tv n. 14 del 2/4/1967 (puntata n. 40), n. 15 del 9/4 (n. 41), n. 16 del 16/4 (n. 42), n. 17 del 23/4 (n. 43), n. 18 del 30/4 (n. 44), n. 19 del 7/5 (n. 45), n. 20 del 14/5 (n. 46), n. 21 del 21/5 (n. 47), n. 22 del 28/5 (n. 48), n. 23 del 4/6 (n. 49), n. 24 dell'11/6 (n. 50), n. 25 del 18/6 (n. 51) e n. 26 del 25/6/1967 (n. 52), tutti usciti in edicola.
5. ↑  Fascicoli del Radiocorriere Tv n. 27 del 2/7/1967 (puntata n. 53), n. 28 del 9/7 (n. 54), n. 29 del 16/7 (n. 55), n. 30 del 23/7 (n. 56), n. 31 del 30/7 (n. 57), n. 32 del 6/8 (n. 58), n. 33 del 13/8 (n. 59), n. 34 del 20/8 (n. 60), n. 35 del 27/8 (n. 61), n. 36 del 3/9 (n. 62), n. 37 del 10/9 (n. 63), n. 38 del 17/9 (n. 64) e n. 39 del 24/9/1967 (n. 65), tutti usciti in edicola.
6. ↑  Fascicoli del Radiocorriere Tv n. 40 del 1/10/1967 (puntata n. 66), n. 41 dell'8/10 (n. 67), n. 42 del 15/10 (n. 68), n. 43 del 22/10 (n. 69), n. 44 del 29/10 (n. 70), n. 45 del 5/11 (n. 71), n. 46 del 12/11 (n. 72), n. 47 del 19/11 (n. 73), n. 48 del 26/11 (n. 74), n. 49 del 3/12 (n. 75), n. 50 del 10/12 (n. 76), n. 51 del 17/12 (n. 77) e n. 52 del 24/12/1967 (n. 78), tutti usciti in edicola.
7. ↑  Fascicoli del Radiocorriere Tv n. 1 del 31/12/1967 (puntata n. 79), n. 2 del 7/1/1968 (n. 80), n. 3 del 14/1 (n. 81), n. 4 del 21/1 (n. 82), n. 5 del 28/1 (n. 83), n. 6 del 4/2 (n. 84), n. 7 dell'11/2 (n. 85), n. 8 del 18/2 (n. 86), n. 9 del 25/2 (n. 87), n. 10 del 3/3 (n. 88), n. 11 del 10/3 (n. 89), n. 12 del 17/3 (n. 90), n. 13 del 24/3 (n. 91) e n. 14 del 31/3/1968 (n. 92), tutti usciti in edicola.
8. ↑  Fascicoli del Radiocorriere Tv n. 15 del 7/4/1968 (puntata n. 93), n. 16 del 14/4 (n. 94), n. 17 del 21/4 (n. 95), n. 18 del 28/4 (n. 96), n. 19 del 5/5 (n. 97), n. 20 del 12/5 (n. 98), n. 21 del 19/5 (n. 99), n. 22 del 26/5 (n. 100), n. 23 del 2/6 (n. 101), n. 24 del 9/6 (n. 102), n. 25 del 16/6 (n. 103), n. 26 del 23/6 (n. 104) e n. 27 del 30/6/1968 (n. 105), tutti usciti in edicola.
9. ↑  Fascicoli del Radiocorriere Tv n. 28 del 7/7/1968 (puntata n. 106), n. 29 del 14/7 (n. 107), n. 30 del 21/7 (n. 108), n. 31 del 28/7 (n. 109), n. 32 del 4/8 (n. 110), n. 33 dell'11/8 (n. 111), n. 34 del 18/8 (n. 112), n. 35 del 25/8 (n. 113), n. 36 del 1/9 (n. 114), n. 37 dell'8/9 (n. 115), n. 38 del 15/9 (n. 116), n. 39 del 22/9 (n. 117) e n. 40 del 29/9/1968 (n. 118), tutti usciti in edicola.
10. ↑  Fascicoli del Radiocorriere Tv n. 41 del 6/10/1968 (puntata n. 119), n. 42 del 13/10 (n. 120), n. 43 del 20/10 (n. 121), n. 44 del 27/10 (n. 122), n. 45 del 3/11 (n. 123), n. 46 del 10/11 (n. 124), n. 47 del 17/11 (n. 125), n. 48 del 24/11 (n. 126), n. 49 del 1/12 (n. 127), n. 50 dell'8/12 (n. 128), n. 51 del 15/12 (n. 129), n. 52 del 22/12 (n. 130) e n. 53 del 29/12/1968 (n. 131), tutti usciti in edicola.
11. ↑  Fascicoli del Radiocorriere Tv n. 1 del 5/1/1969 (puntata n. 132), n. 2 del 12/1 (n. 133), n. 3 del 19/1 (n. 134), n. 4 del 26/1 (n. 135), n. 5 del 2/2 (n. 136), n. 6 del 9/2 (n. 137), n. 7 del 16/2 (n. 138), n. 8 del 23/2 (n. 139), n. 9 del 2/3 (n. 140), n. 10 del 9/3 (n. 141), n. 11 del 16/3 (n. 142) e n. 12 del 23/3/1969 (n. 143), tutti usciti in edicola.
12. ↑  Fascicoli del Radiocorriere Tv n. 13 del 30/03/1969 (puntata n. 144) n. 14 del 6/4 (n. 145), n. 15 del 13/4 (n. 146), n. 16 del 20/4 (n. 147), n. 17 del 27/4 (n. 148), n. 18 del 4/5 (n. 149), n. 19 dell'11/5 (n. 150), n. 20 del 18/5 (n. 151), n. 21 del 25/5 (n. 152), n. 22 del 1/6 (n. 153), n. 23 dell'8/6 (n. 154), n. 24 del 15/6 (n. 155), n. 25 del 22/6 (n. 156) e n. 26 del 29/6/1969 (n. 157), tutti usciti in edicola.
13. ↑  Fascicoli del Radiocorriere Tv n. 27 del 6/7/1969 (puntata n. 158), n. 28 del 13/7 (n. 159), n. 29 del 20/7 (n. 160), n. 30 del 27/7 (n. 161), n. 31 del 3/8 (n. 162), n. 32 del 10/8 (n. 163), n. 33 del 17/8 (n. 164), n. 34 del 24/8 (n. 165), n. 35 del 31/8 (n. 166), n. 36 del 7/9 (n. 167), n. 37 del 14/9 (n. 168), n. 38 del 21/9 (n. 169) e n. 39 del 28/9/1969 (n. 170), tutti usciti in edicola.
14. ↑  Fascicoli del Radiocorriere Tv n. 40 del 5/10/1969 (puntata n. 171), n. 41 del 12/10 (n. 172), n. 42 del 19/10 (n. 173), n. 43 del 26/10 (n. 174), n. 44 del 2/11 (non trasmessa), n. 45 del 9/11 (n. 175), n. 46 del 16/11 (n. 176), n. 47 del 23/11 (n. 177), n. 48 del 30/11 (n. 178), n. 49 del 7/12 (n. 179), n. 50 del 14/12 (non trasmessa), n. 51 del 21/12 (n. 180), n. 52 del 28/12/1969 (n. 181), n. 1 del 4/1/1970 (n. 182) e n. 2 dell'11/1/1970 (n. 183), tutti usciti in edicola.
15. ↑  Fascicoli del Radiocorriere Tv n. 3 del 18/1/1970 (puntata n. 184), n. 4 del 25/1 (n. 185), n. 5 del 1/2 (n. 186), n. 6 dell'8/2 (n. 187), n. 7 del 15/2 (n. 188), n. 8 del 22/2 (n. 189), n. 9 del 1/3 (n. 190), n. 10 dell'8/3 (n. 191), n. 11 del 15/3 (n. 192), n. 12 del 22/3 (n. 193), n. 13 del 29/3 (n. 194) e n. 14 del 5/4/1970 (n. 195), tutti usciti in edicola.
16. ↑  Fascicoli del Radiocorriere Tv n. 15 del 12/4/1970 (puntata n. 196), n. 16 del 19/4 (n. 197), n. 17 del 26/4 (n. 198), n. 18 del 3/5 (n. 199), n. 19 del 10/5 (n. 200), n. 20 del 17/5 (n. 201), n. 21 del 24/5 (n. 202), n. 22 del 31/5 (n. 203), n. 23 del 7/6 (n. 204), n. 24 del 14/6 (n. 205), n. 25 del 21/6 (n. 206) e n. 26 del 28/6/1970 (n. 207), tutti usciti in edicola.
17. ↑  Fascicoli del Radiocorriere Tv n. 27 del 5/7/1970 (puntata n. 208), n. 28 del 12/7 (n. 209), n. 29 del 19/7 (n. 210), n. 30 del 26/7 (n. 211), n. 31 del 2/8 (n. 212), n. 32 del 9/8 (n. 213), n. 33 del 16/8 (n. 214), n. 34 del 23/8 (n. 215), n. 35 del 30/8 (n. 216), n. 36 del 6/9 (n. 217), n. 37 del 13/9 (n. 218), n. 38 del 20/9 (n. 219) e n. 39 del 27/9/1970 (n. 220), tutti usciti in edicola.
18. ↑  Fascicoli del Radiocorriere Tv n. 40 del 4/10/1970 (puntata n. 221), n. 41 dell'11/10 (n. 222), n. 42 del 18/10 (n. 223), n. 43 del 25/10 (n. 224), n. 44 del 1/11 (n. 225), n. 45 dell'8/11 (n. 226), n. 46 del 15/11 (n. 227), n. 47 del 22/11 (n. 228), n. 48 del 29/11 (n. 229), n. 49 del 6/12 (n. 230), n. 50 del 13/12 (n. 231), n. 51 del 20/12 (n. 232) e n. 52 del 27/12/1970 (n. 233), tutti usciti in edicola.
19. ↑  Fascicoli del Radiocorriere Tv n. 1 del 3/1/1971 (puntata n. 234), n. 2 del 10/1 (n. 235), n. 3 del 17/1 (n. 236), n. 4 del 24/1 (n. 237), n. 5 del 31/1 (n. 238), n. 6 del 7/2 (n. 239), n. 9 del 28/2 (n. 242), n. 10 del 7/3 (n. 243), n. 11 del 14/3 (n. 244), n. 12 del 21/3 (n. 245) e n. 13 del 28/3/1971 (n. 246), usciti in edicola. I fascicoli n. 7 del 14/2 (n. 240) e n. 8 del 21/2 (n. 241) non uscirono nelle edicole per uno sciopero dei poligrafici.
20. ↑  Fascicoli del Radiocorriere Tv n. 14 del 4/4/1971 (puntata n. 247), n. 15 dell'11/4 (n. 248), n. 16 del 18/4 (n. 249), n. 17 del 25/4 (n. 250), n. 18 del 2/5 (n. 251), n. 19 del 9/5 (n. 252), n. 20 del 16/5 (n. 253), n. 21 del 23/5 (n. 254), n. 22 del 30/5 (n. 255), n. 23 del 6/6 (n. 256), n. 24 del 13/6 (n. 257), n. 25 del 20/6 (n. 258) e n. 26 del 27/6/1971 (n. 259), tutti usciti in edicola.
21. ↑  Fascicoli del Radiocorriere Tv n. 27 del 4/7/1971 (puntata n. 260), n. 28 dell'11/7 (n. 261), n. 29 del 18/7 (n. 262), n. 30 del 25/7 (n. 263), n. 31 del 1/8 (n. 264), n. 32 dell'8/8 (n. 265), n. 33 del 15/8 (n. 266), n. 34 del 22/8 (n. 267), n. 35 del 29/8 (n. 268), n. 36 del 5/9 (n. 269), n. 37 del 12/9 (n. 270), n. 38 del 19/9 (n. 271) e n. 39 del 26/9/1971 (n. 272), tutti usciti in edicola.
22. ↑  Fascicoli del Radiocorriere Tv n. 40 del 3/10/1971 (puntata n. 273), n. 41 del 10/10 (n. 274), n. 42 del 17/10 (n. 275), n. 43 del 24/10 (n. 276), n. 44 del 31/10 (n. 277), n. 45 del 7/11 (n. 278), n. 46 del 14/11 (n. 279), n. 47 del 21/11 (n. 280), n. 48 del 28/11 (n. 281), n. 49 del 5/12 (n. 282), n. 50 del 12/12 (n. 283), n. 51 del 19/12 (n. 284) e n. 52 del 26/12/1971 (n. 285), tutti usciti in edicola.
23. ↑  Fascicoli del Radiocorriere Tv n. 1 del 2/1/1972 (puntata n. 286), n. 2 del 9/1 (n. 287), n. 3 del 16/1 (n. 288), n. 4 del 23/1 (n. 289), n. 5 del 30/1 (n. 290), n. 6 del 6/2 (n. 291), n. 7 del 13/2 (n. 292), n. 8 del 20/2 (n. 293), n. 9 del 27/2 (n. 294), n. 10 del 5/3 (n. 295), n. 11 del 12/3 (n. 296), n. 12 del 19/3 (n. 297) e n. 13 del 26/3/1972 (n. 298), tutti usciti in edicola.
24. ↑  Fascicoli del Radiocorriere Tv n. 14 del 2/4/1972 (puntata n. 299), n. 15 del 9/4 (n. 300), n. 16 del 16/4 (n. 301), n. 17 del 23/4 (n. 302), n. 18 del 30/4 (n. 303), n. 19 del 7/5 (n. 304), n. 20 del 14/5 (n. 305), n. 21 del 21/5 (n. 306), n. 22 del 28/5 (n. 307), n. 23 del 4/6 (n. 308), n. 24 dell'11/6 (n. 309), n. 25 del 18/6 (n. 310) e n. 26 del 25/6/1972 (n. 311), tutti usciti in edicola.
25. ↑  Fascicoli del Radiocorriere Tv n. 27 del 2/7/1972 (puntata n. 312), n. 28 del 9/7 (n. 313), n. 29 del 16/7 (n. 314), n. 30 del 23/7 (n. 315), n. 31 del 30/7 (n. 316), n. 32 del 6/8 (n. 317), n. 33 del 13/8 (n. 318), n. 34 del 20/8 (n. 319), n. 35 del 27/8 (n. 320), n. 36 del 3/9 (n. 321), n. 37 del 10/9 (n. 322), n. 38 del 17/9 (n. 323), n. 39 del 24/9 (n. 324), n. 40 del 1/10 (n. 325), n. 41 dell'8/10 (n. 326), n. 42 del 15/10 (n. 327), n. 43 del 22/10 (n. 328) e n. 44 del 29/10/1972 (n. 329), tutti usciti in edicola.
26. ↑  Fascicoli del Radiocorriere Tv n. 45 del 5/11/1972 (puntata n. 330), n. 46 del 12/11 (n. 331), n. 47 del 19/11 (n. 332), n. 48 del 26/11 (n. 333), n. 49 del 3/12 (n. 334), n. 50 del 10/12 (n. 335), n. 51 del 17/12 (n. 336), n. 52 del 24/12/1972 (n. 337), n. 3 del 14/1/1973 (n. 340), n. 6 del 4/2 (n. 343), n. 7 dell'11/2 (n. 344), n. 9 del 25/2 (n. 346) e n. 10 del 4/3/1973 (n. 347), tutti usciti. I fascicoli n. 1 del 31/12/1972 (n. 338), n. 2 del 7/1/1973 (n. 339), n. 4 del 21/1 (n. 341), n. 5 del 28/1 (n. 342) e n. 8 del 18/2/1973 (n. 345) non uscirono nelle edicole per uno sciopero dei poligrafici.
27. ↑  Fascicoli del Radiocorriere Tv n. 11 dell'11/3/1973 (puntata n. 348), n. 12 del 18/3 (n. 349), n. 13 del 25/3 (n. 350), n. 14 del 1/4 (n. 351), n. 15 dell'8/4 (n. 352), n. 16 del 15/4 (n. 353), n. 17 del 22/4 (n. 354), n. 18 del 29/4 (n. 355), n. 19 del 6/5 (n. 356), n. 20 del 13/5 (n. 357), n. 21 del 20/5 (n. 358), n. 22 del 27/5 (n. 359), n. 23 del 3/6 (n. 360), n. 24 del 10/6 (n. 361), n. 25 del 17/6 (n. 362) e n. 26 del 24/6/1973 (n. 363), tutti usciti in edicola.
28. ↑  Fascicoli del Radiocorriere Tv n. 27 del 1/7/1973 (puntata n. 364), n. 28 dell'8/7 (n. 365), n. 29 del 15/7 (n. 366), n. 30 del 22/7 (n. 367), n. 31 del 29/7 (n. 368), n. 32 del 5/8 (n. 369), n. 33 del 12/8 (n. 370), n. 34 del 19/8 (n. 371), n. 35 del 26/8 (n. 372), n. 36 del 2/9 (n. 373), n. 37 del 9/9 (n. 374), n. 38 del 16/9 (n. 375), n. 39 del 23/9 (n. 376), n. 40 del 30/9 (n. 377), n. 41 del 7/10 (n. 378), n. 42 del 14/10 (n. 379), n. 43 del 21/10 (n. 380) e n. 44 del 28/10/1973 (n. 381), tutti usciti in edicola.
29. ↑  Fascicoli del Radiocorriere Tv n. 45 del 4/11/1973 (puntata n. 382), n. 46 dell'11/11 (n. 383), n. 47 del 18/11 (n. 384), n. 48 del 25/11 (n. 385), n. 49 del 2/12 (n. 386), n. 50 del 9/12 (n. 387), n. 51 del 16/12 (n. 388), n. 52 del 23/12 (n. 389), n. 1 del 30/12/1973 (n. 390), n. 2 del 6/1/1974 (n. 391), n. 3 del 13/1 (n. 392), n. 4 del 20/1 (n. 393), n. 5 del 27/1 (n. 394), n. 6 del 3/2 (n. 395), n. 7 del 10/2 (n. 396), n. 8 del 17/2 (n. 397), n. 9 del 24/2 (n. 398) e n. 10 del 3/3/1974 (n. 399), tutti usciti in edicola.
30. ↑  Fascicoli del Radiocorriere Tv n. 11 del 10/3/1974 (puntata n. 400), n. 12 del 17/3 (n. 401), n. 13 del 24/3 (n. 402), n. 14 del 31/3 (n. 403), n. 15 del 7/4 (n. 404), n. 16 del 14/4 (n. 405), n. 17 del 21/4 (n. 406), n. 18 del 28/4 (n. 407), n. 19 del 5/5 (n. 408), n. 20 del 12/5 (n. 409), n. 21 del 19/5 (n. 410), n. 22 del 26/5 (n. 411), n. 23 del 2/6 (n. 412), n. 24 del 9/6 (n. 413), n. 25 del 16/6 (n. 414), n. 26 del 23/6 (n. 415), n. 27 del 30/6 (n. 416) e n. 28 del 7/7/1974 (n. 417), tutti usciti in edicola.
31. ↑  Fascicoli del Radiocorriere Tv n. 29 del 14/7/1974 (puntata n. 418), n. 30 del 21/7 (n. 419), n. 31 del 28/7 (n. 420), n. 32 del 4/8 (n. 421), n. 33 dell'11/8 (n. 422), n. 34 del 18/8 (n. 423), n. 35 del 25/8 (n. 424), n. 36 del 1/9 (n. 425), n. 37 dell'8/9 (n. 426), n. 38 del 15/9 (n. 427), n. 39 del 22/9 (n. 428), n. 40 del 29/9 (n. 429), n. 41 del 6/10 (n. 430), n. 42 del 13/10 (n. 431), n. 43 del 20/10 (n. 432) e n. 44 del 27/10/1974 (n. 433), tutti usciti in edicola.
32. ↑  Fascicoli del Radiocorriere Tv n. 45 del 3/11/1974 (puntata n. 434), n. 46 del 10/11 (n. 435), n. 47 del 17/11 (n. 436), n. 48 del 24/11 (n. 437), n. 49 del 1/12 (n. 438), n. 50 dell'8/12 (n. 439), n. 51 del 15/12 (n. 440), n. 52 del 22/12 (n. 441), n. 1 del 29/12/1974 (n. 442), n. 2 del 5/1/1975 (n. 443), n. 3 del 12/1 (n. 444), n. 4 del 19/1 (n. 445), n. 5 del 26/1 (n. 446), n. 7 del 9/2 (n. 448), n. 8 del 16/2 (n. 449), n. 9 del 23/2 (n. 450) e n. 10 del 2/3/1975 (n. 451), tutti usciti. Il fascicolo n. 6 del 2/2/1975 (n. 447) non uscì nelle edicole per uno sciopero dei poligrafici.
33. ↑  Fascicoli del Radiocorriere Tv n. 11 del 9/3/1975 (puntata n. 452), n. 12 del 16/3 (n. 453), n. 13 del 23/3 (n. 454), n. 14 del 30/3 (n. 455), n. 15 del 6/4 (n. 456), n. 16 del 13/4 (n. 457), n. 17 del 20/4 (n. 458), n. 18 del 27/4 (n. 459), n. 19 del 4/5 (n. 460), n. 20 dell'11/5 (n. 461), n. 21 del 18/5 (n. 462), n. 22 del 25/5 (n. 463), n. 23 del 1/6 (n. 464), n. 24 dell'8/6 (n. 465), n. 25 del 15/6 (n. 466), n. 26 del 22/6 (n. 467), n. 27 del 29/6 (n. 468), e n. 28 del 6/7/1975 (n. 469), tutti usciti in edicola.
34. ↑  Fascicoli del Radiocorriere Tv n. 29 del 13/7/1975 (puntata n. 470), n. 30 del 20/7 (n. 471), n. 31 del 27/7 (n. 472), n. 32 del 3/8 (n. 473), n. 33 del 10/8 (n. 474), n. 34 del 17/8 (n. 475), n. 35 del 24/8 (n. 476), n. 36 del 31/8 (n. 477), n. 37 del 7/9 (n. 478), n. 38 del 14/9 (n. 479), n. 39 del 21/9 (n. 480), n. 40 del 28/9 (n. 481), n. 41 del 5/10 (n. 482), n. 42 del 12/10 (n. 483), n. 43 del 19/10 (n. 484), n. 44 del 26/10 (n. 485) e n. 45 del 2/11/1975 (non trasmessa), tutti usciti in edicola.
35. ↑  Fascicoli del Radiocorriere Tv n. 46 del 9/11/1975 (puntata n. 486), n. 47 del 16/11 (n. 487), n. 48 del 23/11 (n. 488), n. 49 del 30/11 (n. 489), n. 50 del 7/12 (n. 490), n. 51 del 14/12 (n. 491), n. 52 del 21/12 (n. 492), n. 53 del 28/12/1975 (n. 493), n. 1 del 4/1/1976 (n. 494), n. 2 dell'11/1 (n. 495), n. 3 del 18/1 (n. 496), n. 4 del 25/1 (n. 497), n. 5 del 1/2 (n. 498), n. 6 dell'8/2 (n. 499), n. 7 del 15/2 (n. 500), n. 8 del 22/2 (n. 501), n. 9 del 29/2 (n. 502) e n. 10 del 7/3/1976 (n. 503), tutti usciti in edicola.
36. ↑  Fascicoli del Radiocorriere Tv n. 11 del 14/3/1976 (puntata n. 504), n. 12 del 21/3 (n. 505), n. 13 del 28/3 (n. 506), n. 14 del 4/4 (n. 507), n. 15 dell'11/4 (n. 508), n. 16 del 18/4 (n. 509), n. 17 del 25/4 (n. 510), n. 18 del 2/5 (n. 511), n. 19 del 9/5 (n. 512), n. 20 del 16/5 (n. 513), n. 21 del 23/5 (n. 514), n. 22 del 30/5 (n. 515), n. 23 del 6/6 (n. 516), n. 24 del 13/6 (n. 517), n. 25 del 20/6 (n. 518) e n. 26 del 27/6/1976 (n. 519), tutti usciti in edicola.
37. ↑  Fascicoli del Radiocorriere Tv n. 27 del 4/7/1976 (puntata n. 520), n. 28 dell'11/7 (n. 521), n. 29 del 18/7 (n. 522), n. 30 del 25/7 (n. 523), n. 31 del 1/8 (n. 524), n. 32 dell'8/8 (n. 525), n. 33 del 15/8 (n. 526), n. 34 del 22/8 (n. 527), n. 35 del 29/8 (n. 528), n. 36 del 5/9 (n. 529), n. 37 del 12/9 (n. 530), n. 38 del 19/9 (n. 531), n. 39 del 26/9 (n. 532), n. 40 del 3/10 (n. 533), n. 41 del 10/10 (n. 534), n. 42 del 17/10 (n. 535), n. 43 del 24/10 (n. 536) e n. 44 del 31/10/1976 (n. 537), tutti usciti in edicola.
38. ↑  Fascicoli del Radiocorriere Tv n. 45 del 6/11/1977 (puntata n. 538), n. 46 del 13/11 (n. 539), n. 47 del 20/11 (n. 540), n. 48 del 27/11 (n. 541), n. 49 del 4/12 (n. 542), n. 50 dell'11/12 (n. 543), n. 51 del 18/12 (n. 544), n. 52 del 25/12/1977 (n. 545), n. 1 del 1/1/1978 (n. 546), n. 2 dell'8/1 (n. 547), n. 3 del 15/1 (n. 548), n. 4 del 22/1 (n. 549), n. 5 del 29/1 (n. 550), n. 6 del 5/2 (n. 551), n. 7 del 12/2 (n. 552), n. 8 del 19/2 (n. 553), n. 9 del 26/2 (n. 554) e n. 10 del 5/3/1978 (n. 555), tutti usciti in edicola.
39. ↑  Fascicoli del Radiocorriere Tv n. 11 del 12/3/1978 (puntata n. 556), n. 12 del 19/3 (n. 557), n. 13 del 26/3 (n. 558), n. 14 del 2/4 (n. 559), n. 15 del 9/4 (n. 560), n. 16 del 16/4 (n. 561), n. 17 del 23/4 (n. 562), n. 18 del 30/4 (n. 563), n. 19 del 7/5 (n. 564), n. 20 del 14/5 (n. 565), n. 21 del 21/5 (n. 566), n. 22 del 28/5 (n. 567), n. 23 del 4/6 (n. 568), n. 24 dell'11/6 (n. 569), n. 25 del 18/6 (n. 570) e n. 26 del 25/6/1978 (n. 571), tutti usciti in edicola.
40. ↑  Fascicoli del Radiocorriere Tv n. 27 del 2/7/1978 (puntata n. 572), n. 28 del 9/7 (n. 573), n. 29 del 16/7 (n. 574), n. 30 del 23/7 (n. 575), n. 31 del 30/7 (n. 576), n. 32 del 6/8 (n. 577), n. 33 del 13/8 (n. 578), n. 34 del 20/8 (n. 579), n. 35 del 27/8 (n. 580), n. 36 del 3/9 (n. 581), n. 37 del 10/9 (n. 582), n. 38 del 17/9 (n. 583), n. 39 del 24/9 (n. 584), n. 40 del 1/10 (n. 585), n. 41 dell'8/10 (n. 586), n. 42 del 15/10 (n. 587), n. 43 del 22/10 (n. 588) e n. 44 del 29/10/1978 (n. 589), tutti usciti in edicola.
41. ↑  Fascicoli del Radiocorriere Tv n. 45 del 5/11/1978 (puntata n. 590), n. 46 del 12/11 (n. 591), n. 47 del 19/11 (n. 592), n. 48 del 26/11 (n. 593), n. 49 del 3/12 (n. 594), n. 50 del 10/12 (n. 595), n. 51 del 17/12 (n. 596), n. 52 del 24/12 (n. 597), n. 1 del 31/12/1978 (n. 598), n. 2 del 7/1/1979 (n. 599), n. 3 del 14/1 (n. 600), n. 4 del 21/1 (n. 601), n. 5 del 28/1 (n. 602), n. 6 del 4/2 (n. 603), n. 7 dell'11/2 (n. 604), n. 8 del 18/2 (n. 605), n. 9 del 25/2 (n. 606) e n. 10 del 4/3/1979 (n. 607), tutti usciti in edicola.
42. ↑  Fascicoli del Radiocorriere Tv n. 11 dell'11/3/1979 (puntata n. 608), n. 12 del 18/3 (n. 609), n. 13 del 25/3 (n. 610), n. 14 del 1/4 (n. 611), n. 15 dell'8/4 (n. 612), n. 17 del 22/4 (n. 614), n. 18 del 29/4 (n. 615), n. 19 del 6/5 (n. 616), n. 20 del 13/5 (n. 617), n. 21 del 20/5 (n. 618), n. 22 del 27/5 (n. 619), n. 23 del 3/6 (n. 620), n. 24 del 10/6 (n. 621), n. 25 del 17/6 (n. 622), n. 26 del 24/6 (n. 623), n. 27 del 1/7 (n. 624) e n. 28 dell'8/7/1979 (n. 625), tutti usciti. Il fascicolo n. 16 del 15/4/1979 (n. 613) non uscì nelle edicole per uno sciopero dei giornalisti.
43. ↑  Fascicoli del Radiocorriere Tv n. 27 del 3/7/1977 (puntata antologica n. 1), n. 28 del 10/7 (n. 2), n. 29 del 17/7 (n. 3), n. 30 del 24/7 (n. 4), n. 31 del 31/7 (n. 5), n. 32 del 7/8 (n. 6), n. 33 del 14/8 (n. 7), n. 34 del 21/8 (n. 8), n. 35 del 28/8 (n. 9), n. 36 del 4/9 (n. 10), n. 37 del 11/9 (n. 11), n. 38 del 18/9 (n. 12), n. 39 del 25/9 (n. 13), n. 40 del 2/10 (n. 14), n. 41 del 9/10 (n. 15), n. 42 del 16/10 (n. 16), n. 43 del 23/10 (n. 17) e n. 44 del 30/10/1977 (n. 18), tutti usciti in edicola.
44. ↑  Fascicoli del Radiocorriere Tv n. 29 del 15/7/1979 (puntata antologica n. 1), n. 30 del 22/7 (n. 2), n. 31 del 29/7 (n. 3), n. 32 del 5/8 (n. 4), n. 33 del 12/8 (n. 5), n. 34 del 19/8 (n. 6), n. 35 del 26/8 (n. 7), n. 36 del 2/9 (n. 8), n. 37 del 9/9 (n. 9), n. 38 del 16/9 (n. 10), n. 39 del 23/9 (n. 11), n. 40 del 30/9 (n. 12), n. 41 del 7/10 (n. 13), n. 42 del 14/10 (n. 14), n. 43 del 21/10 (n. 15), n. 44 del 28/10 (n. 16), n. 45 del 4/11 (n. 17), n. 46 dell'11/11 (n. 18), n. 47 del 18/11 (n. 19), n. 48 del 25/11 (n. 20), n. 49 del 2/12 (n. 21), n. 50 del 9/12 (n. 22), n. 51 del 16/12 (n. 23), n. 52 del 23/12 (n. 24) e n. 1 del 30/12/1979 (n. 25), tutti usciti in edicola.

### Riferimenti
1. ↑   Se telefonando di Mina (1966), su Il Sole 24 ore, 1º marzo 2010. URL consultato l'8 settembre 2021.
2. ↑   Gassman: Il fotoservizio (MP3), su radio.rai.it, 29 ottobre 2012. URL consultato il 9 marzo 2021.
3. ↑   Campanini-Agus-Eco: L'avvocato e l'incidente d'auto (MP3), su radio.rai.it, 14 gennaio 2014. URL consultato il 9 marzo 2021.
4. ↑   Marco Di Buono, Facce Ride. Chicche comiche in Radioteca: Gran varietà (prima parte, con la sigla iniziale integrale del secondo ciclo) [collegamento interrotto], su raiplayradio.it, 14 febbraio 2019. URL consultato il 2 dicembre 2020.
5. ↑   Franca Valeri e le donne - Gran Varietà 1967, su Raiplaysound.it, 22 febbraio 2022.
6. ↑   Francesco Prisco, Dal flop al Piper alla «dedica» a Rita Pavone: ecco perché i Pink Floyd sono la più «italiana» tra le band inglesi, su Il Sole 24 Ore, 11 dicembre 2012. URL consultato il 4 settembre 2020.
7. ↑   Le feuilles mortes: in ricordo di Yves Montand - da Gran varietà del 15 giugno 1969, su Rai Teche, 9 novembre 2015. URL consultato il 25 marzo 2022.
8. ↑   Lucio Battisti a Gran varietà, 1969, su Rai Teche, 5 marzo 2017. URL consultato il 25 marzo 2022.
9. ↑   Rosalia, Leopoldo e la lavatrice - da Gran Varietà del 7 febbraio 1971 (MP3), su radio.rai.it, 10 novembre 2012. URL consultato il 1º giugno 2022.
10. ↑   Rosalia, Leopoldo e i quadri da attaccare - da Gran Varietà del 7 maggio 1972 (MP3), su radio.rai.it, 31 ottobre 2012. URL consultato il 1º giugno 2022.
11. ↑   Rosalia e l'insonnia di Leopoldo - da Gran Varietà del 14 maggio 1972 (MP3), su radio.rai.it, 5 novembre 2012. URL consultato il 1º giugno 2022.
12. ↑   Gran varietà – Puntata integrale dell'8 ottobre 1972, con la sigla iniziale (MP3), su radio.rai.it. URL consultato il 29 agosto 2020.
13. ↑   Caterina Caselli a Gran Varietà, 1972, su teche.rai.it, 10 aprile 2016. URL consultato il 14 luglio 2022.
14. ↑   Gran varietà – Puntata integrale dell'11 marzo 1973 (MP3), su radio.rai.it. URL consultato il 15 maggio 2020.
15. ↑   Ricordando Alberto Lupo con Paola Pitagora, su teche.rai.it, 13 agosto 2015. URL consultato l'8 settembre 2020.
16. ↑   Pazza d'amore di Ornella Vanoni - Presentazione e curiosità sul brano, su anselmogenovese.com. URL consultato il 28 agosto 2021.
17. ↑   Ugo Tognazzi e Dino Verde - Presentazione degli sketch sulla cucina e l'attualità - da Gran Varietà del 1° luglio 1973, su raiplaysound.it, 18 marzo 2022. URL consultato il 1º giugno 2022.
18. ↑   Il tipologo di vaglia e l'inopportuno - da Gran varietà del 10 marzo 1974 (MP3), su radio.rai.it, 22 gennaio 2013. URL consultato il 1º settembre 2022.
19. ↑   Claudio Licoccia, Pezzi da 90: tanti auguri Sandrocchia! - da Gran varietà del 5 maggio e del 19 maggio 1974, su raiplaysound.it, 11 marzo 2017. URL consultato il 2 marzo 2022.
20. ↑   Ricordi d'amore in macelleria - da Gran varietà del 7 luglio 1974 (MP3), su radio.rai.it, 2 gennaio 2013. URL consultato il 1º settembre 2022.
21. ↑   Tre Ugo Tre Ugo e il libro di fiabe - da Gran varietà del 31 marzo 1974 (MP3), su radio.rai.it, 8 gennaio 2013. URL consultato il 1º settembre 2022.
22. ↑   Fernando e la villeggiatura - da Gran varietà del 14 luglio 1974 (MP3), su radio.rai.it, 10 gennaio 2013. URL consultato il 1º settembre 2022.
23. ↑   Leonida ed Esmeralda e il picnic - da Gran varietà del 21 luglio 1974 (MP3), su radio.rai.it, 29 gennaio 2013. URL consultato il 1º settembre 2022.
24. ↑   Dudù e Cocò e il portafoglio smarrito - da Gran varietà del 21 luglio 1974 (MP3), su radio.rai.it, 30 gennaio 2013. URL consultato il 1º settembre 2022.
25. ↑   Montecristo Superstar e il burocrate - da Gran varietà del 14 luglio 1974 (MP3), su radio.rai.it, 2 gennaio 2013. URL consultato il 1º settembre 2022.
26. ↑   La pioggia nelle canzoni - da Gran varietà del 14 luglio 1974 (MP3), su radio.rai.it, 17 novembre 2012. URL consultato il 1º settembre 2022.
27. ↑   Elisabetta Malantrucco, Le Storie della Radio - Mina a Gran Varietà, 1974 (con la sigla iniziale del ciclo), 1976 e 1978, su raiplaysound.it, 27 febbraio 2018. URL consultato il 9 ottobre 2020.
28. ↑   Various: Sigle Radiofoniche (Vinyl), su discogs.com. URL consultato il 10 marzo 2021.
29. ↑   Lucio Dalla a Gran varietà, 1974, su teche.rai.it, 1º marzo 2016. URL consultato il 2 settembre 2020.
30. ↑   Firmina Calì al cinema - da Gran varietà del 29 giugno 1975 (MP3), su radio.rai.it, 10 febbraio 2013. URL consultato il 1º settembre 2022.
31. ↑   I vicini di casa e il nipotino - da Gran varietà del 6 luglio 1975 (MP3), su radio.rai.it, 22 febbraio 2013. URL consultato il 1º settembre 2022.
32. ↑   Il Maleducatore al telefono pubblico - da Gran varietà del 9 marzo 1975 (con Johnny Dorelli nella presentazione degli sketch), su teche.rai.it, 7 febbraio 2015. URL consultato il 1º settembre 2022.
33. ↑   Le anomalie: Il 25° anniversario di matrimonio - da Gran varietà del 6 luglio 1975 (MP3), su radio.rai.it, 18 marzo 2013. URL consultato il 1º settembre 2022.
34. ↑   Morto Maurizio Jurgens, l'autore di Gran varietà, in Archivio Storico La Stampa, 7 settembre 1975. URL consultato il 26 luglio 2020.
35. ↑   Il Professore della Tavola Rotonda e la giungla retributiva - da Gran Varietà del 9 novembre 1975, su raiplaysound.it, 18 marzo 2022. URL consultato il 1º giugno 2022.
36. ↑   Ufo Tognazzi, il gatto Astronzodiaco e il Capodanno - da Gran varietà del 1° gennaio 1978, su raiplaysound.it, 18 marzo 2022. URL consultato il 1º giugno 2022.
37. ↑   Alberto Lupo recita "Canzone d'autunno" di Garcia Lorca, su teche.rai.it, 1º agosto 2015. URL consultato il 1º giugno 2022.